# Mazda BT-50
Der Mazda BT-50 ist ein Pick-up des japanischen Herstellers Mazda. Das Fahrzeug ersetzt seit 2006 die Mazda B-Serie. Der Wagen teilt sich die technische Basis mit der internationalen Version des Ford Ranger. Gebaut wird der Wagen in Thailand für den dortigen und den europäischen Markt sowie in Kolumbien für den südamerikanischen Markt.

## Erste Generation (2006–2012)
Der erste Mazda BT-50 wurde am 22. März 2006 auf der Bangkok International Motor Show der Öffentlichkeit vorgestellt. Auffällig gegenüber der B-Serie ist vor allem das modernere Design. Der BT-50 wiegt ca. zwei Tonnen und wird von einem 2,5 l MZR-CD Commonrail-Dieselmotor angetrieben. Wie auch der Vorgänger ist der BT-50 mit drei Karosserieversionen erhältlich:
- Kurze Kabine mit 2 Sitzplätzen (nicht mit Allradantrieb verfügbar und nicht für Deutschland)
- Langkabine viertürig (Fondtüren hinten angeschlagen, zwei hintere Notsitze)
- Doppelkabine viertürig (langstreckentaugliche Rückbank)

### Technische Daten

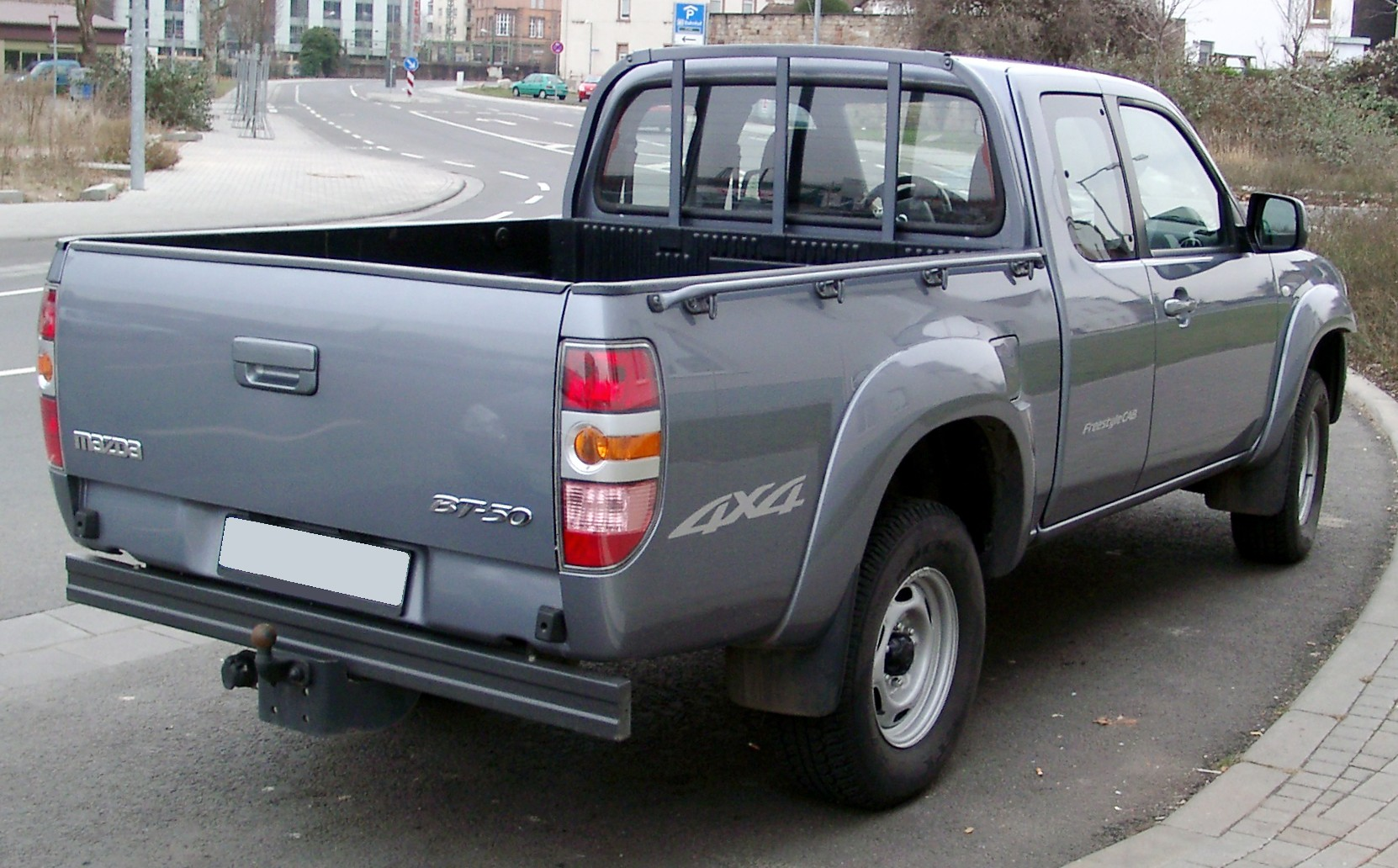
Heck des BT–50

| Modell                       | 2.5                      |
| Zylinderzahl                 | R4                       |
| Hubraum (cm³)                | 2499                     |
| Max. Leistung (kW/PS)        | 105/143 bei 3500         |
| Max. Drehmoment (Nm)         | 330 bei 1800             |
| Höchstgeschwindigkeit (km/h) | 170 (2WD), 158 (4WD)     |
| Beschleunigung (0–100 km/h)  | 10,4 (2WD), 12,5 (4WD) s |
| EU-Verbrauch                 | 8,9 l Diesel             |
| Tankinhalt                   | 70 l                     |

- Heck des BT–50

### Facelift
Im Herbst 2008 wurde der BT-50 einer Modellüberarbeitung unterzogen, unter anderem erkennbar an einem neu gestalteten Kühlergrill. Es blieb bei den bisherigen Karosserie- und Ausstattungsvarianten und bei dem verwendeten 2,5-l-Dieselmotor.

## Zweite Generation (2011–2020)
Ende 2011 erschien die bereits im Vorjahr präsentierte zweite Generation des BT-50. Sie wurde – anders als der technisch weitestgehend baugleiche Ford Ranger – nicht in Europa angeboten. Die Frontgestaltung des neuen BT-50 unterscheidet sich stark von der sonst üblichen Kastenform von Pick-ups und orientiert sich an den PKW-Modellen der Marke.

## Dritte Generation (seit 2020)
Die dritte Generation der Baureihe wurde zunächst nur als Doppelkabine am 17. Juni 2020 vorgestellt. Eine überarbeitete Version des Fahrzeugs präsentierte Mazda am 18. Oktober 2024. Der Pick-up basiert nun auf dem Isuzu D-Max und wird mit diesem gemeinsam in Thailand produziert.